# Xã Camp 5, Quận St. Louis, Minnesota
Xã Camp 5 (tiếng Anh: Camp 5 Township) là một xã thuộc quận St. Louis, tiểu bang Minnesota, Hoa Kỳ. Năm 2010, dân số của xã này là 35 người.